# Brenda Ueland
Brenda Ueland (ur. 24 października 1891 w Minneapolis, zm. 5 marca 1985) – amerykańska dziennikarka, redaktorka, wolna pisarka i nauczycielka pisania. Znana ze swojej książki Jeśli chcesz pisać. Książka o sztuce, niezależności i duchu (If You Want to Write: A Book about Art, Independance and Spirit).

## Życiorys
Brenda Ueland urodziła się w Minneapolis w stanie Minnesota w rodzinie norweskich emigrantów. Jej dziadek Ole Gabriel Ueland (1799-1870) był posłem Stortingu. Jej rodzicami byli Andreas i Clara z domu Hampson. Była trzecią z siedmiorga dzieci. Uczęszczała do college'u Wells, a następnie Barnard, który ukończyła w roku 1913. Przez znaczną część swojego dorosłego życia mieszkała w Nowym Jorku i w jego okolicach, zanim wróciła do Minnesoty w roku 1930.
Brenda dorastała w stosunkowo postępowej rodzinie. Jej ojciec był wybitnym prawnikiem i sędzią, natomiast matka była sufrażystką i pierwszą przewodniczącą League of Woman Voters w Minnesocie. Brenda przez całe życie była zagorzałą feministką i postępowała zgodnie z dwiema zasadami: mówić prawdę i nie robić niczego, czego nie chciała.
Ueland miała wielu kochanków, jednym z nich był sławny polarnik Fridtjof Nansen. Wychodziła za mąż trzy razy. Pierwsze małżeństwo zawarła z Williamem Benedictem w 1916. Z tego związku w 1921 roku narodziła się córka Gabriela, jej jedyne dziecko. Małżonkowie rozwiedli się w 1926 i Brenda wychowywała Gabrielę samotnie. Wychodziła za mąż jeszcze dwukrotnie, najpierw za Manusa McFadden, wydawcę Minneapolis Times, a następnie za Sverre Hanssena, norweskiego artystę. Oba małżeństwa zakończyły się rozwodem.
W roku 1946 obsługiwała jako dziennikarka proces Vidkuna Quislinga i innych kolaborantów za co została odznaczona Orderem Św. Olafa.
Brenda Ueland była zaangażowana w sprawę dobrostanu zwierząt i regularnie przemawiała przeciwko wiwisekcji.
Brenda była bardzo aktywna fizycznie do późnej starości. Regularnie chodziła 9 mil (ok. 14,5 km) dziennie i lubiła spędzać czas doskonaląc umiejętność stania na rękach. Lubiła pływać i ustanowiła międzynarodowy rekord w pływaniu dla ludzi powyżej osiemdziesiątego roku życia. Zmarła w wieku 93 lat.

## Kariera
Kariera Brendy Ueland była bujna i urozmaicona. Pracowała jako wolny strzelec dla wielu publikacji, włączając w to Saturday Evening Post, Ladies Home Journal, Golfer, Sportsman oraz wiele gazet. Była zatrudniona jako pisarka między innymi dla Liberty Magazine i Minneapolis Times.
Przez dwa lata pracowała jako redaktor dla Crowell Publishing w Nowym Jorku.
Pisała także scenariusze dla audycji radiowych, takich jak program Tell Me More, w którym Ueland odpowiadała na osobiste problemy słuchaczy, oraz Stories for Girl Heroes, program dla dzieci o wybitnych kobietach.
Prowadziła także wiele lokalnych klas pisarskich, poczynając od roku 1934.

### Książki
Brenda Ueland w ciągu swojego życia opublikowała dwie książki. Pierwszą była Jeśli chcesz pisać: książka o sztuce, niezależności i duchu (If You Want to Write: A Book about Art, Independance and Spirit), wydana po raz pierwszy w roku 1938. W tej książce Brenda dzieli się swoimi przemyśleniami na temat pisania i życia w ogóle. Podkreśla ideę, że "Każdy jest utalentowany, oryginalny i ma coś ważnego do powiedzenia". Czerpiąc wiele z prac i wpływu Williama Blake'a sugeruje, że pisarze (jak i wszyscy ludzie) powinni postarać się "odnaleźć swoje prawdziwe, szczere, nieteoretyczne ja". Swoją książkę podsumowuje 12 punktami, o których należy pamiętać podczas pisania. Carl Sandburg nazwał Jeśli chcesz pisać "najlepszą książką kiedykolwiek napisaną o tym, jak pisać". Książka została wydana ponownie przez Schubert Club w St. Paul w Minnesocie, a następnie przejęta przez Graywolf Press, dla których pozostaje ona najlepiej sprzedającą się pozycją.
Jej drugą książką była autobiografia zatytułowana Me: A Memoir, opublikowana w 1939. Pisze w niej między innymi o swoim dzieciństwie, okresie w college'u, życiu w Greenwich Village i o swoich romansach. Opowiada o romansie z Raoulem Hendricsonem, anarchiście który ostatecznie zostawił ją dla Isadory Duncan. Książka została przedrukowana w roku 1994. Libby Larsen skomponował wspaniały cykl piosenek wykorzystując teksty z tego wspomnienia.
W roku 1992 opublikowana została kolekcja tekstów Brendy Ueland z ostatnich czterech dekad pod nazwą Strength to Your Sword Arm. Zawierała ona artykuły i eseje na takie tematy jak dzieci, feminizm, jej życie w Minneapolis, zwierzęta oraz zdrowie i dobre samopoczucie.
W roku 1998 Kore Press opublikowało książeczkę z esejem Tell Me More: On The Fine Art of Listening. Była to część serii książeczek z krótkimi esejami, które miały być wysyłane pocztą, jak kartki z życzeniami, dlatego sprzedawano je z kopertami.
W latach '50 zaczęła pisać biografię swojej matki, która jednak nie została opublikowana za życia Brendy. Została w końcu wydana w roku 2003 pod tytułem O Clouds, Unfold: Clara Ueland and Her Family.